# Arnsberg
Arnsberg település Németországban, azon belül Észak-Rajna-Vesztfália tartományban. Lakosainak száma 74 206 fő (2023. december 31.). Arnsberg Sundern, Ense, Möhnesee, Meschede, Wickede és Menden (Sauerland) községekkel határos.

## Fekvése
A Ruhr-vidéken, Plettenberg-től északra a Ruhr mellett fekvő település.

## Leírása

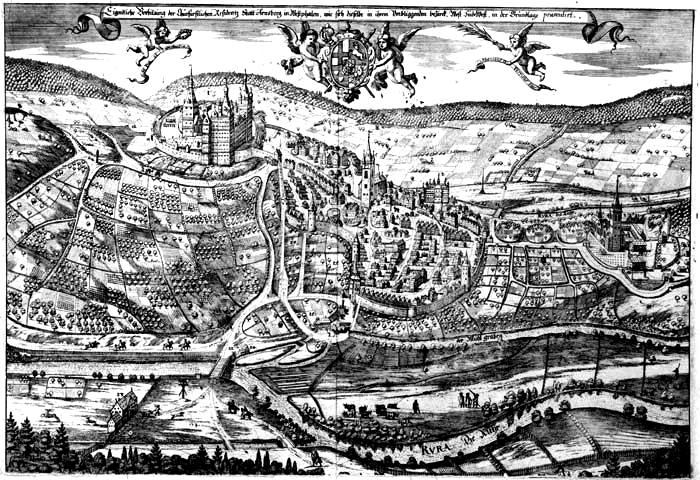
Arnsberg egy régi metszeten

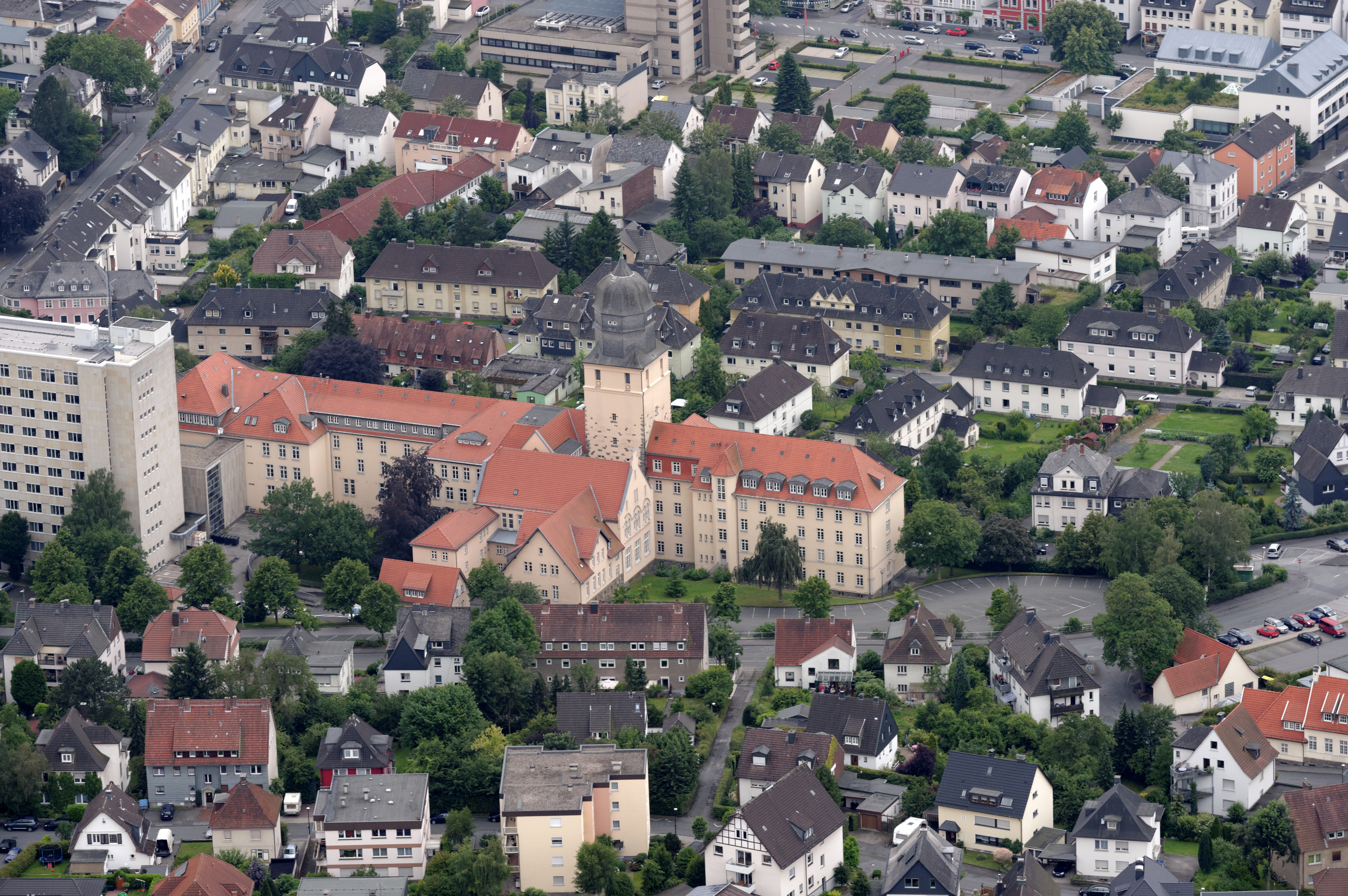
A város látképe

A hegyi városkát a Sauerland gyöngyének is nevezik.[forrás?] Óvárosát a Ruhr-folyó szinte teljesen körülöleli. Egykor itt volt az Ansberg grófok rezidenciája.
Óvárosát a várromok, a városfalak maradványai és a felsővárosi templom harangtornya uralják. Favázas házak állnak itt, melyek még a 18. században épültek.
A Saarlandi múzeum a Landsbergi udvarházban található. A város déli részén, az egykori kolostori kerületben rokokó stílusú kapu, a Hirscberger-tor található.
A várostól északra, 13 km-re található a tölgyekkel és lucfenyőkkel teli Naturpark Arnsberger Wald és szélén a 10 km hosszú Möchne tó (Möhne Stausee), melynek duzzasztógátja 650 méter hosszú és 40 méter magas. A tó északi partja kedvelt kirándulóhely strandokkal, hotelekkel, kempingekkel.

## Nevezetességek
- Saarlandi múzeum
- Hirscberger-tor
- Óváros
- Harangtorony
- Arnsberger Wald Natúrpark
- Möhne Stausee

## Galéria

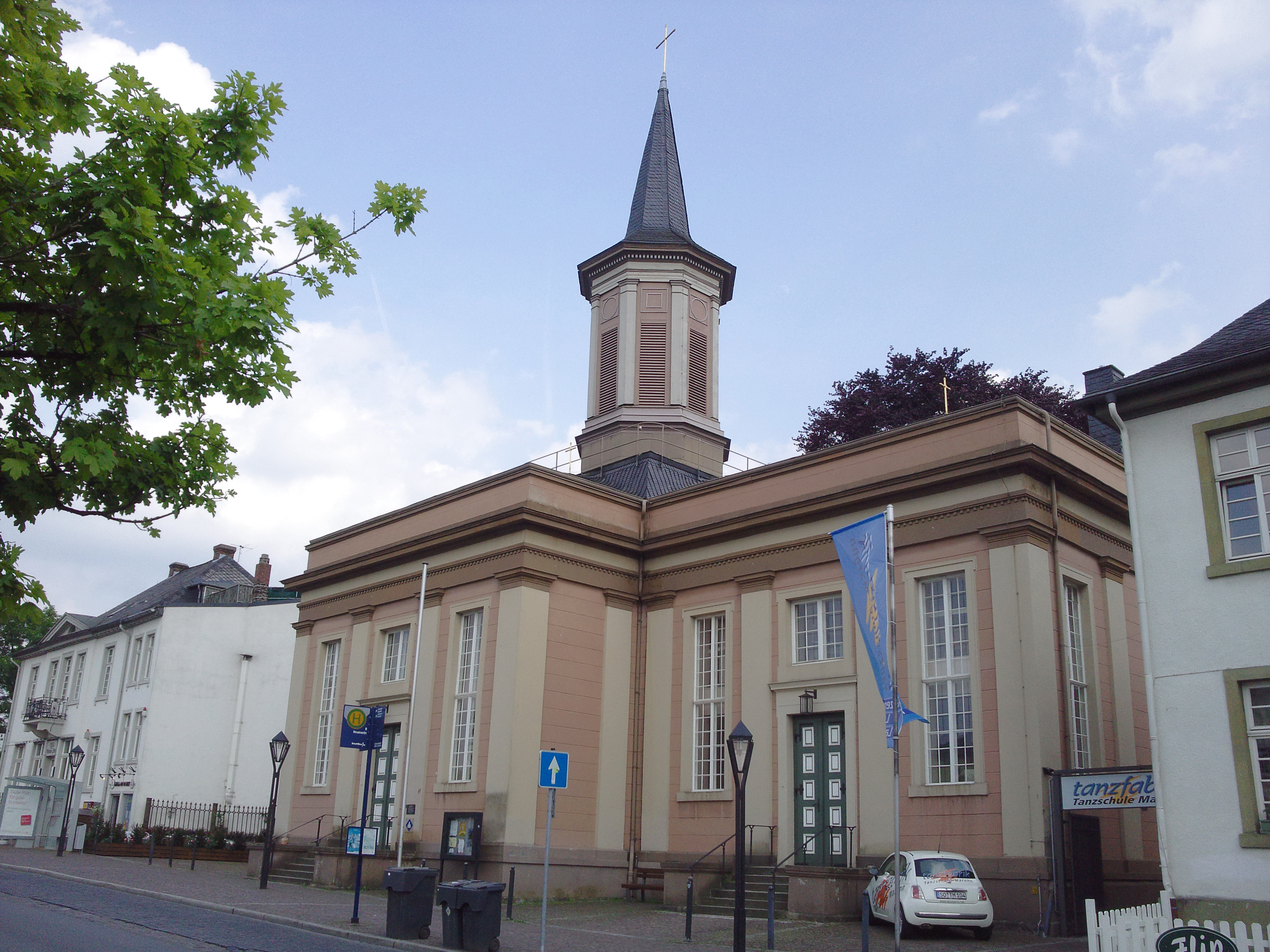
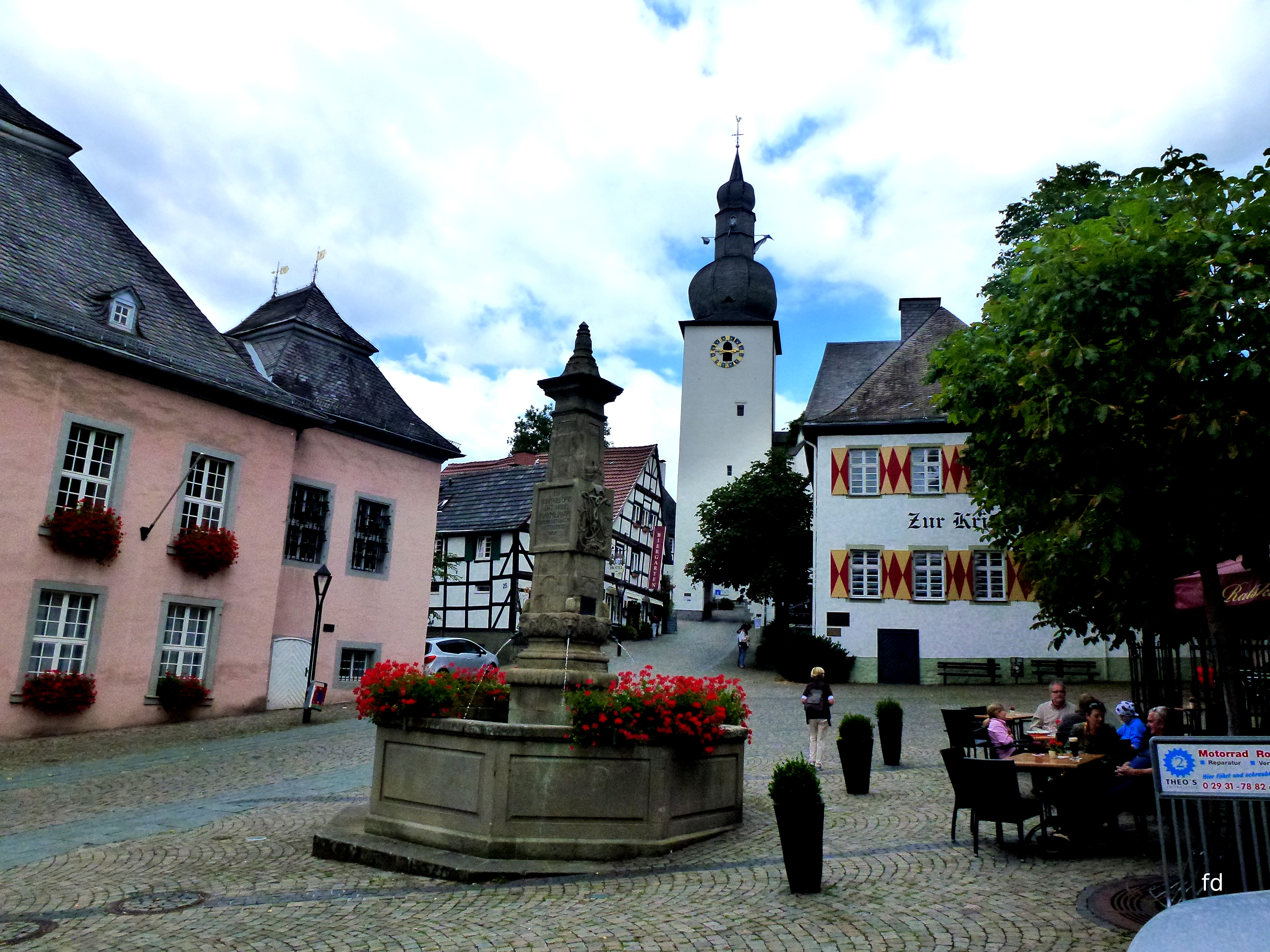
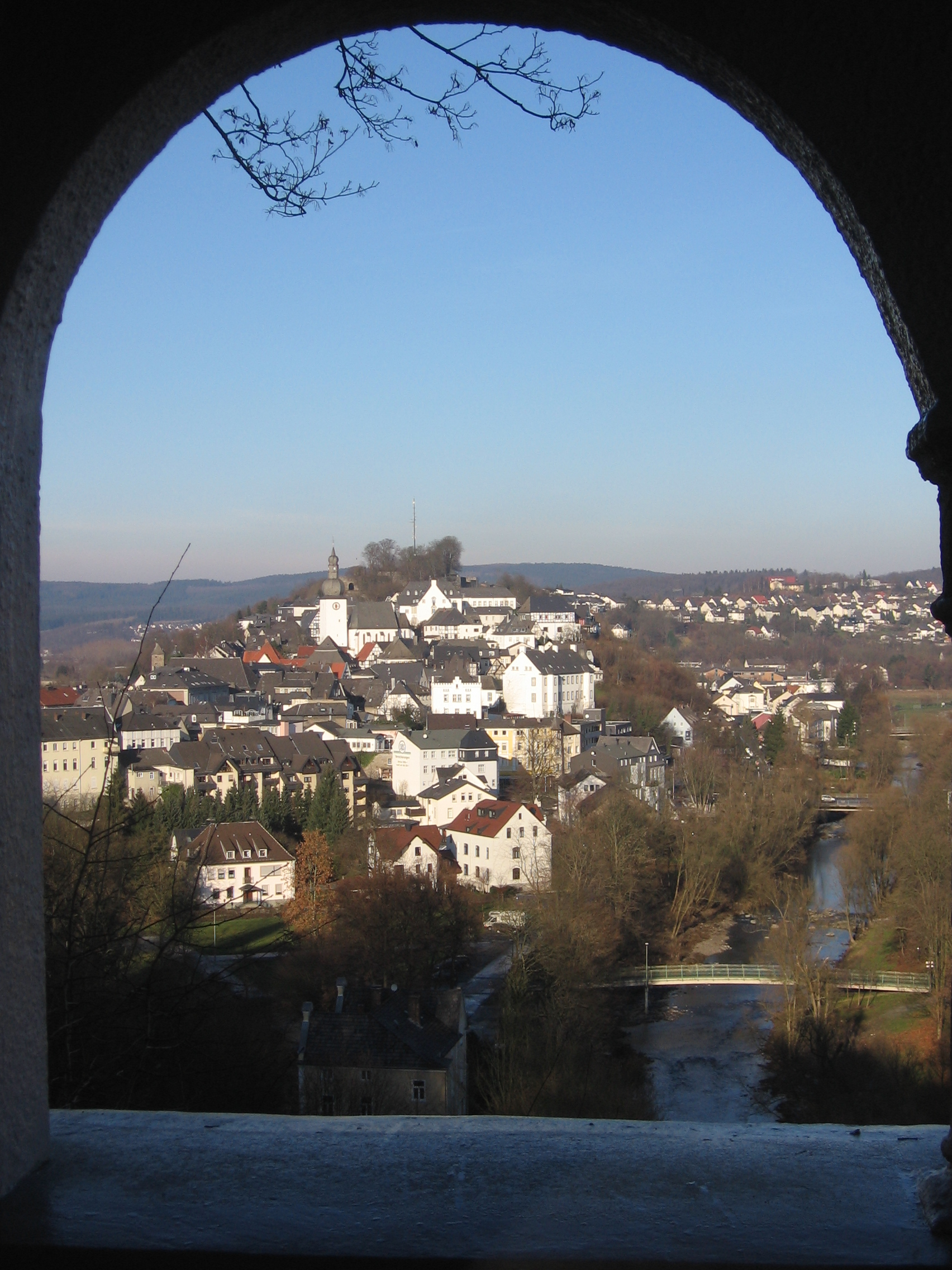

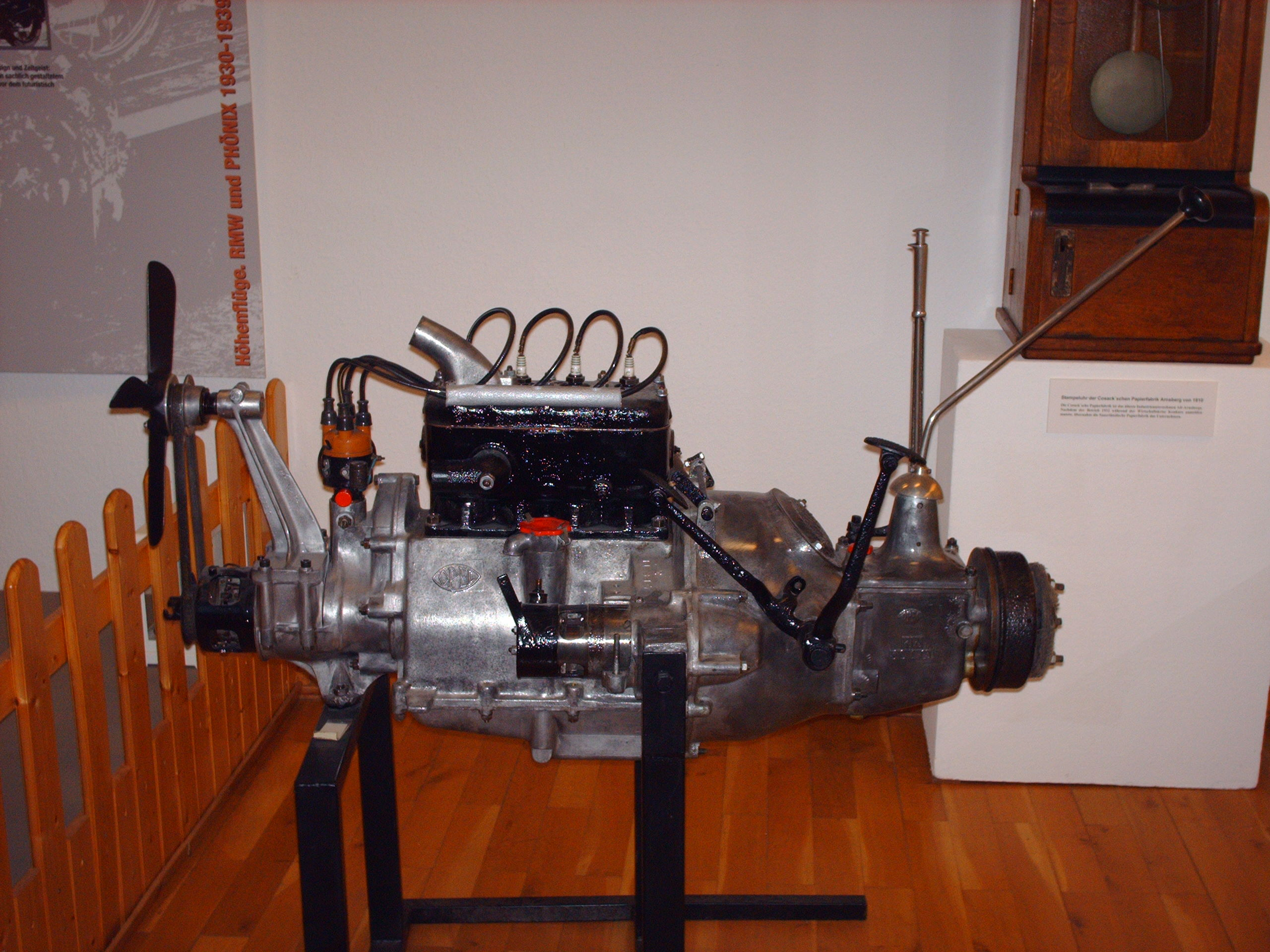
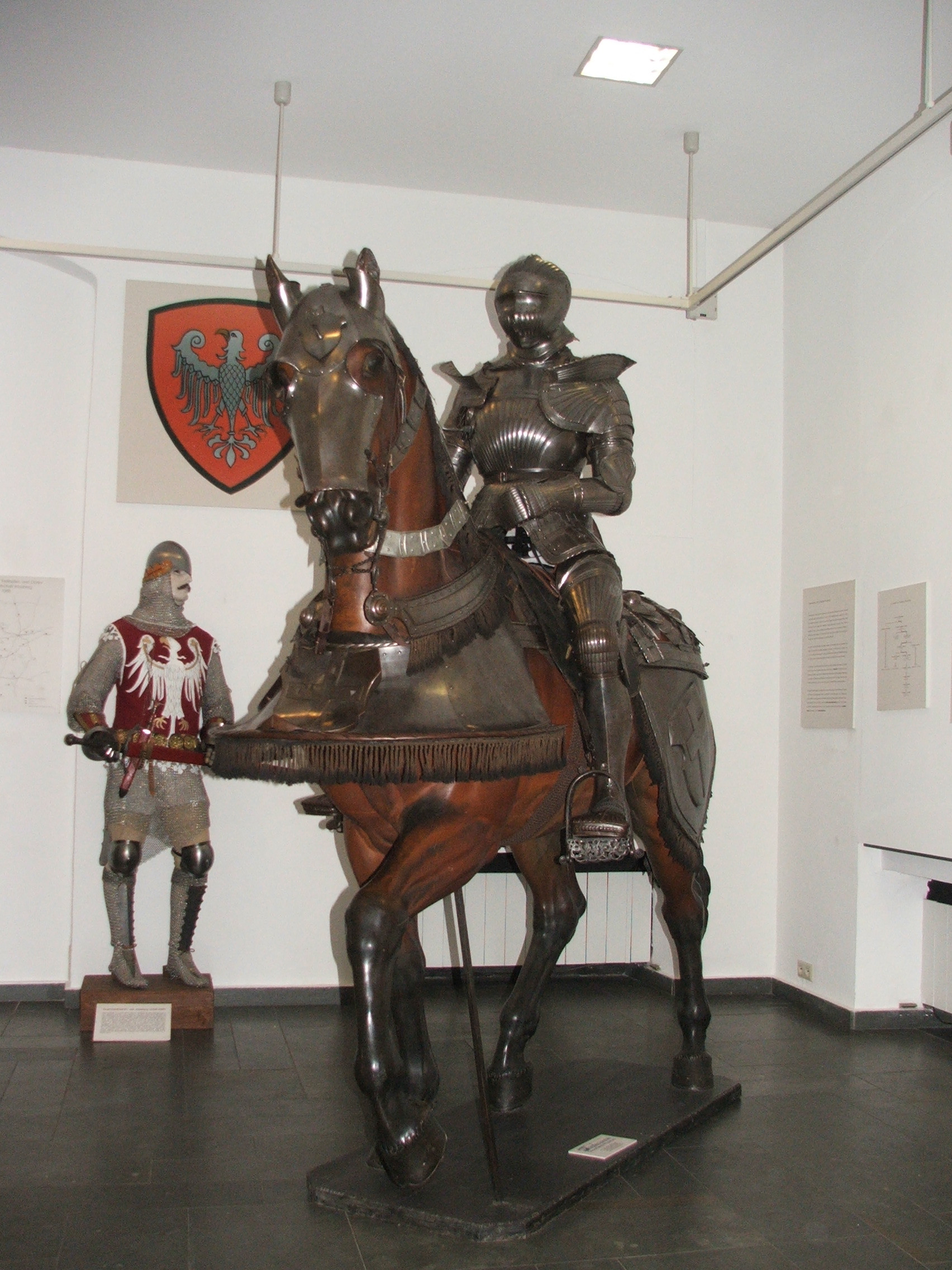
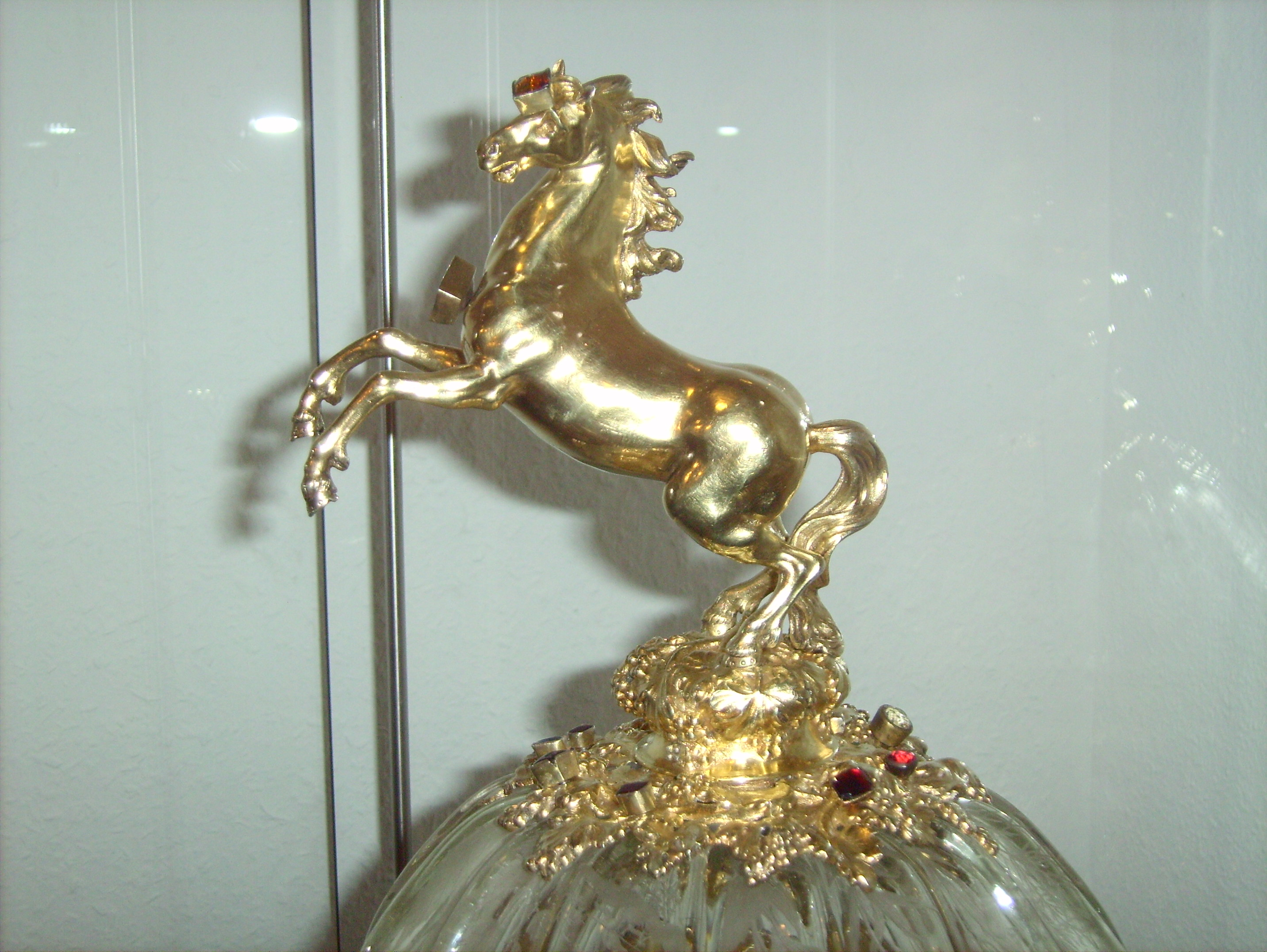

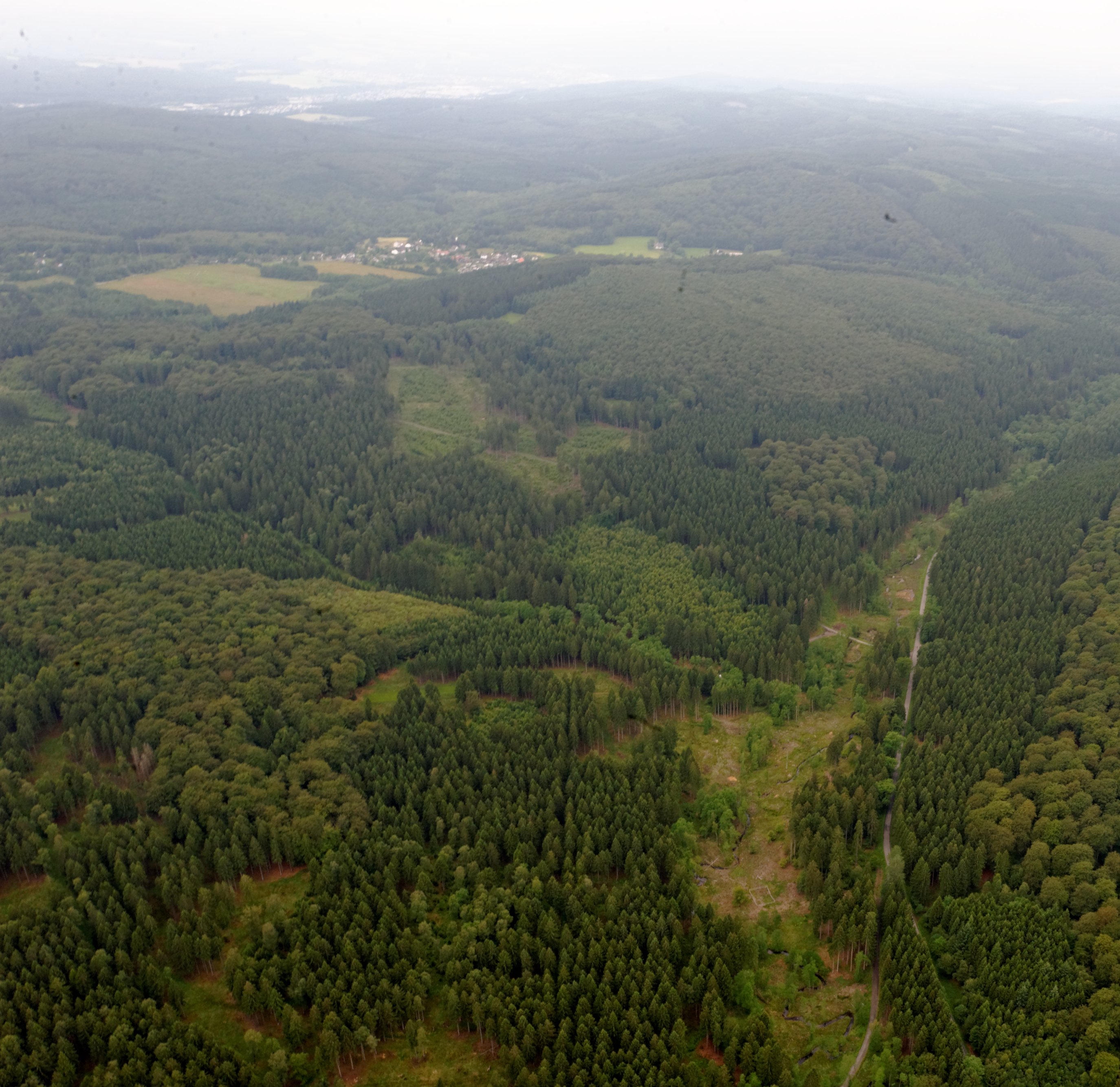
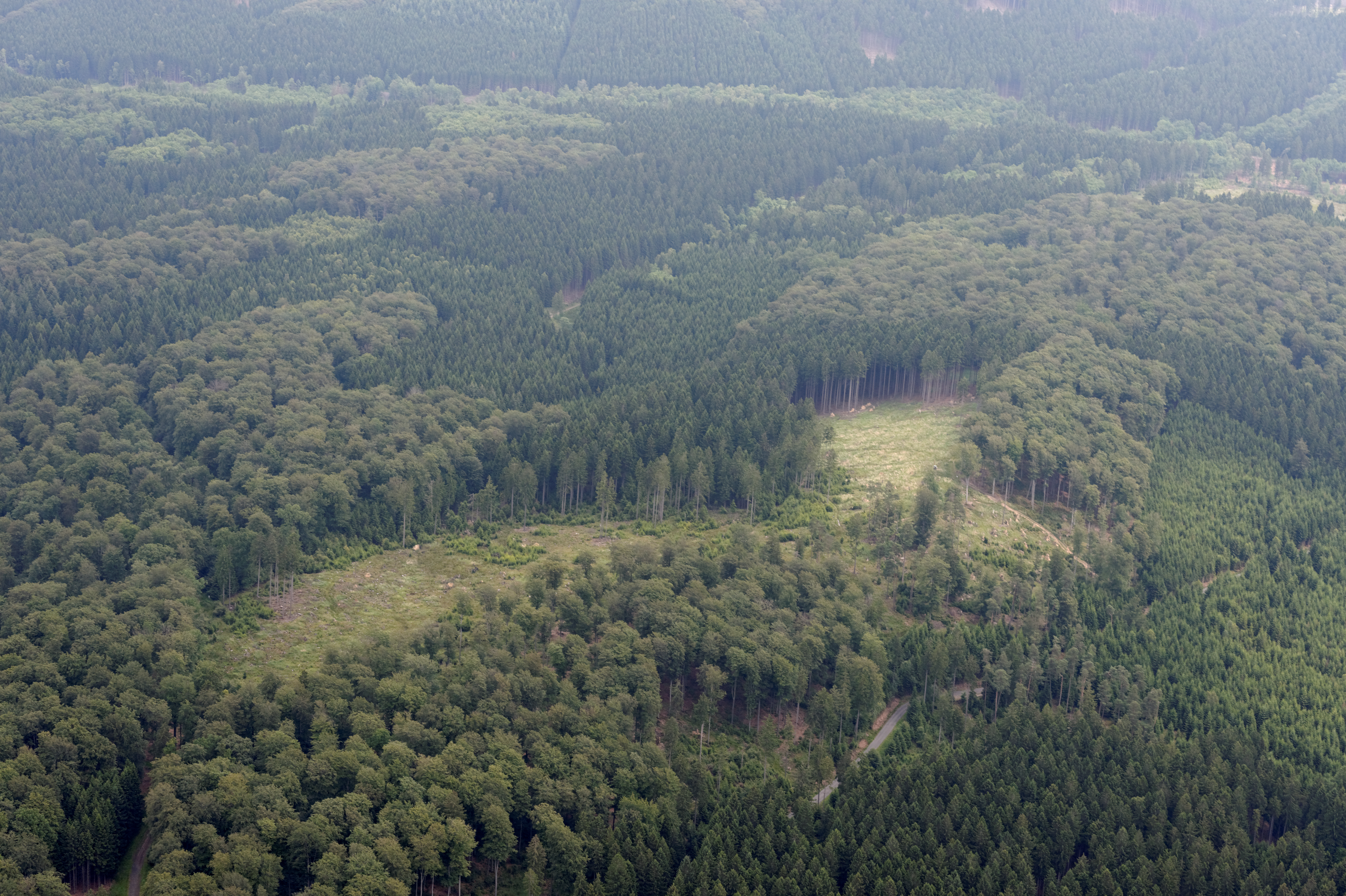
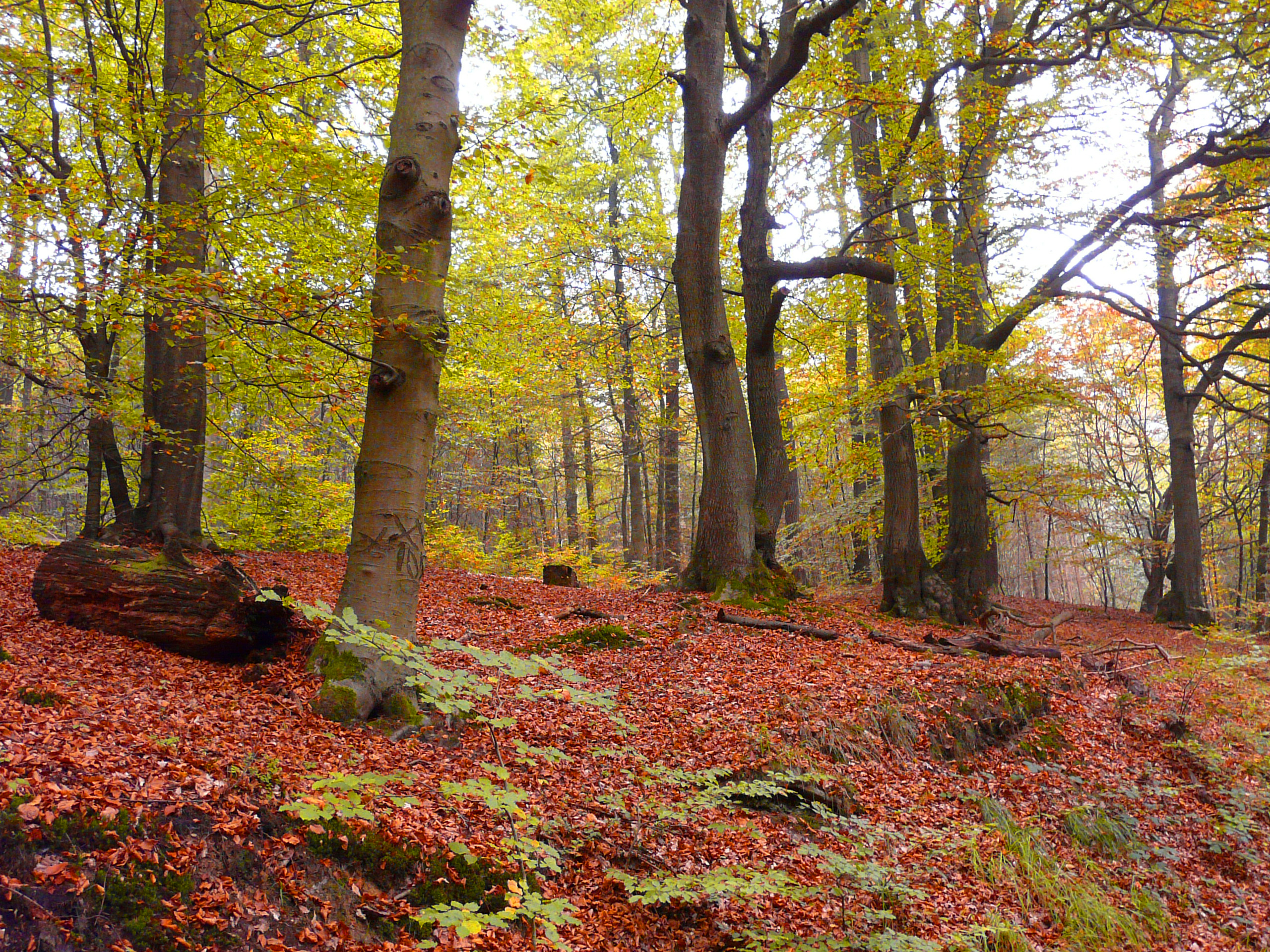

- A Saarland Múzeum kincseiből:

- Naturpark Arnsberger Wald: